# قصر البنات (لبنان)
قصر البنات معبد قديم (يرجع إلى العصر الروماني) يقع على بعد 1.5 كيلومتر شرق شليفا في قصرنبا، قضاء بعلبك، لبنان.

## تاريخه
يُعتقد أن الموقع كان يسمى قلعة العذارى وكان مقراً لإقامة العذارى في العصر الروماني. وفي الحقيقة فإن كلمة «قصر» العربية اٌشتُقّت من الكلمة اللاتينية "castra" التي تعني قلعة.
بحلول منتصف القرن الثاني، بنى الرومان العديد من المعابد الصغيرة وغيرها من المقدسات بالقرب من هليوبوليس (بخلاف هليوبوليس المصرية)، المعروفة اليوم باسم بعلبك، عند تخوم وادي البقاع. ولما كانت هناك وجهات عديدة للحج لدى سكان المدن الكبرى الواقعة على الساحل. شُق أحد الطرق الرئيسية الرومانية -المرصوف جزئياً بالصخر- ليؤدي مباشرة من بعلبك إلى المعابد الجبلية في الحصن بنيحا. وكان أحد أشهر هذه المعابد يقع في قرية قصرنبا وكان اسمه الأصلي (كاسترا البنات) "Castra El Banaat".
صنف عالم الآثار جورج ف. تايلور قصر البنات ضمن مجموعة من المعابد الرومانية القديمة في وادي البقاع. وبالرغم من الاعتقاد بأن تاريخه يرجع إلى العصر الروماني القديم، إلا أنه من الممكن أن يكون قد شُيدّ في الأصل -كمعبد متناهي الصغر- خلال العصور اليونانية المتأخرة أو ما قبلها. يقع المعبد على هضبة صخرية، يمكن الوصول إليها عن طريق صعود تل على ارتفاع 1100 متر. وتُغطى العديد من المنصات والصهاريج والخزانات والدرجات التي اقتطعت من الأحجار الصلبة، الجزء العلوي من التل. وداخل هذه الأطلال يوجد معبد على طراز «آنتاي-antae» (معبد صغير من الأعمدة المربعة)، مبني من كتل مربعة كبيرة كانت تستخدم كحصن في وقت لاحق. بعض أجزائه مازالت سليمة وقد شُيدت على علو طبقتين أو ثلاث. كما شُيدت بازيليكا (ربما في العصر البيزنطي المسيحي) من فترة لاحقة بجوار المعبد.
يوجد هيكلان مستديران يقعان على بعد حوالي 100 متر (330 قدم) جنوب شرق المعبد ويعتقد أنهما مثالان على الأماكن العليا (أماكن العبادة) المشار إليها في الكتاب المقدس.

## خصائصه
يقع المعبد المصمم على شكل «بروستيلوس-Prostylos» (رواق مع أربعة أعمدة كحد أقصى) في قصرنبا على منصة عالية، بينما يطل مدخله على الجانب الشرقي وتتصل به مجموعة عريضة من الدرجات تصل لأكثر من 20 درجة. وُضعت جدران المنصة إلى الشرق مُشكْلةً نهاية الدرج الجانبية. وقد تآكلت الحواجز الحجرية الكبيرة لجدار السيلا القديم، المتناثرة في الموقع لدرجة فقدانها لهيئتها إلى حد ما. في عام 1974، انتهت المرحلة الأولى من الترميم، حيث أمكن استعادة ما يصل إلى ثلاثة صفوف من جدران المعبد. وفي القسم المركزي من السيلا، يمكن رؤية القاعدة المتدرجة لمكان العبادة القائم. بينما يقع مذبح منفصل للقرابين في الخارج عند سفح الدرج.
لاحقاً ضُمت أجزاء وألحقت بالمعبد في مرحلة ترميم أخرى بعد عام 1993. وقد توجت أعمدة الدهليز بتيجان كورنثية. أما الأجزاء المنفصلة من الجزء العلوي للواجهة المثلثة للمعبد فقد جُمعت في شكلها الأصلي ووضعت ككل على مستوى الأرض بجانب المعبد. وفي الكورنيش العلوي، رُمم تمثال نصفي منقوش على قمة الجملون. يعرض رأس رجل ملتحي قد يمثل مؤسس البناء.

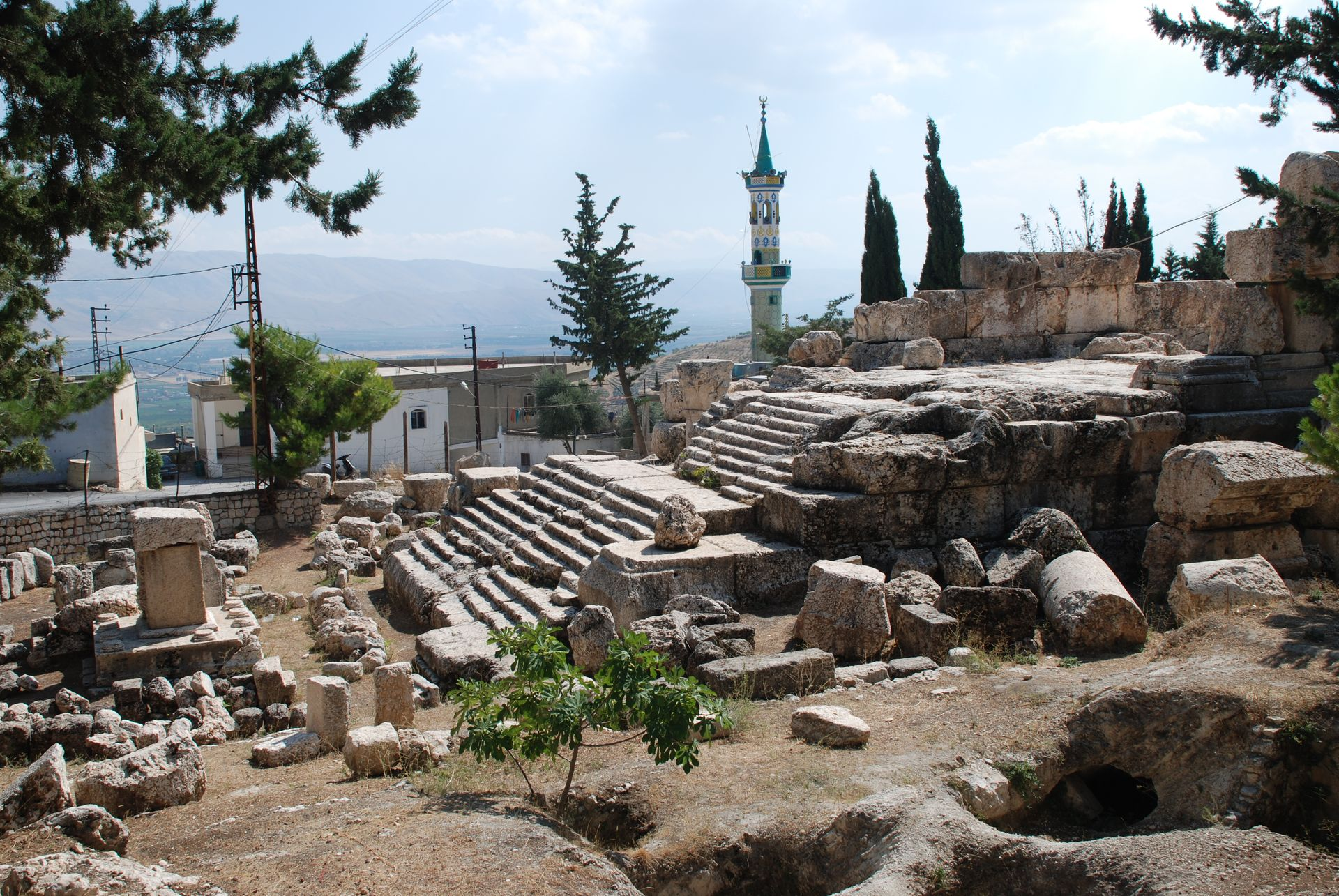
معبد قصر البنات
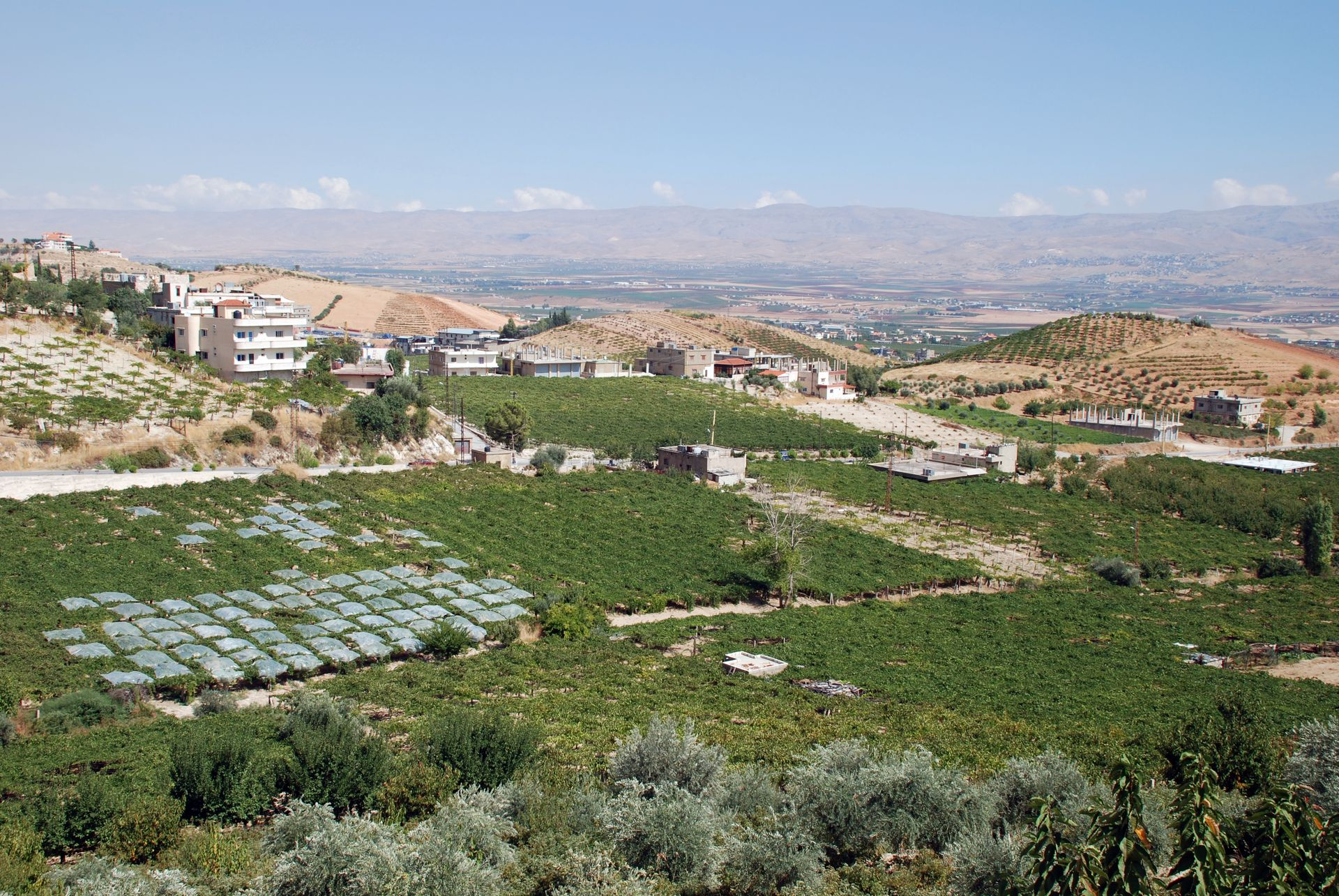
قصرنبا